# Nickelodeon UK and Ireland
Nickelodeon UK and Ireland är en barn-TV-kanal i Storbritannien och Irland. Storbritannien är kanalen tillgängligvia Sky, Virgin Media,  Talktalk Plus TV och Freeview (via VuTV på kanal 238). In Irland är kanalen tillgänglig via UPC Ireland, eVision och Sky Ireland. Kanalen lanserades i Storbritannien den 1 september 1993, och kom senare att utökas även till Irland.

## Historik
Kanalen lanserades som en satellit-TV-kanal (som del av British Sky Broadcastings paket Sky Multichannels) den 1 september 1993, och sände ursprungligen 12 timmar om dagen, av både tecknat och icke-tecknat. Mellan programmen visades logotyper, tablåer och text-TV, innan presentatörer kom 1994, som Nick Alive!. Från oktober 1995 delade kanalen plats med Paramount Channel. När Sky lanserades 1998, Nickelodeon fans kanalen med i det ursprungliga utbudet från Astra 2A, och kanalen började sända ytterligare tre timmar. Dock slutade analoga satellit-TV-tjänsterna att visa Nickelodeon klockan 19.00 varje dag tills de analoga satellit-TV-sändningarna upphörde 2001. Senare tillkom kanaler som Nick Jr..
I februari 2002 tillkännagav Nickelodeon at ten ny design skulle införas, vilken kom att utgöra huvudlogotypen de kommande åren. Nickelodeon ingick också i ITV Digital-utbudet, fram till tjänsten upphörde 2002. Den 31 oktober 2005 utökade kanalen sina sändningstider.
I mars 2008 bytte kanalen logotyp., efter att tidigare ha bytt logotyp hösten 2005. Redan under 2008 hade kanalens nya logotyp dock sakta införts.
Den 15 februari 2010 antogs den internationella logotypen. Programblocket Teennick antog också samma logotyp som den amerikanska varianten. Den 30 april 2010 antogs den även av systerkanalerna, och sändningstiden utökades till 24 timmar per dygn om dagen.

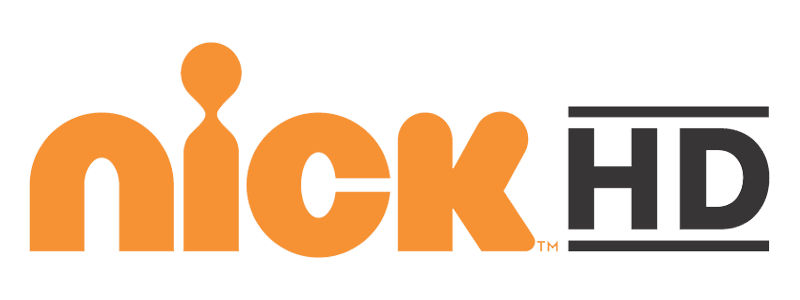
Nick HD

En HD-variant lanserades den 5 oktober 2010 av Sky. Senare samma år lanserades en HD-variant även av Virgin Media.

### Fotnoter
1. ↑  http://www.broadcastnow.co.uk/nickelodeon-uk-to-get-fantasy-rebrand/1993827.article
2. ↑  ”Nickelodeon unveils new on-air brand identity and logo”. Campaign. 11 februari 2015. http://www.campaignlive.co.uk/news/983372/Nickelodeon-unveils-new-on-air-brand-identity-logo/. Läst 24 juli 2015.
3. ↑  Andrew Laughlin (11 februari 2010). ”Nickelodeon UK to launch channel rebrand”. Digital Spy. http://www.digitalspy.co.uk/tech/news/a202650/nickelodeon-uk-to-launch-channel-rebrand.html. Läst 24 juli 2015.
4. ↑  ”MTV to launch Nickelodeon HD on Sky”. Digital Spy. 23 september 2010. http://www.digitalspy.co.uk/digitaltv/news/a278336/mtv-to-launch-nickelodeon-hd-on-sky.html.